# Dieu fleuve

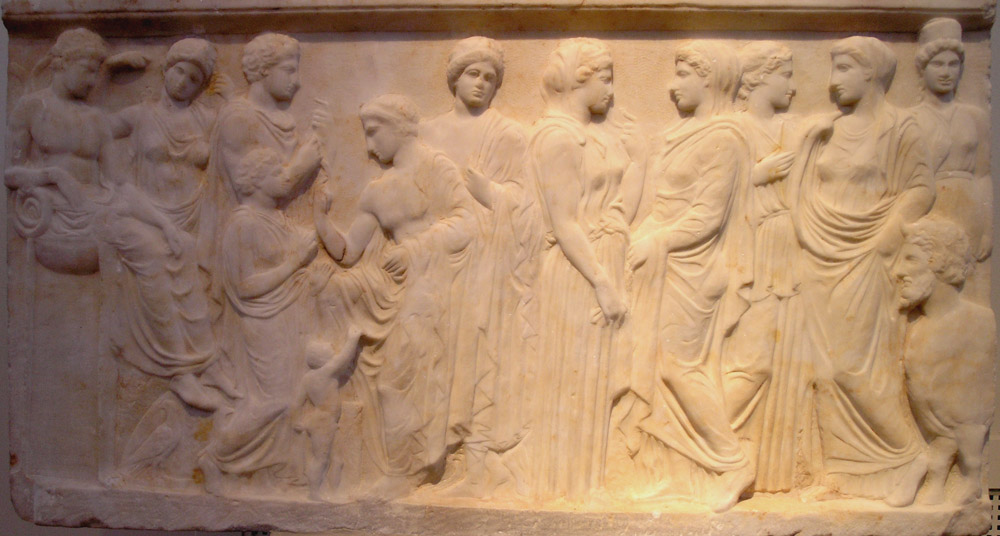
Relief votif dédié au dieu Céphise, le représentant au milieu d'une assemblée divine comprenant aussi Achélôos en taureau anthropomorphique (Musée national archéologique d'Athènes).

Dans la mythologie grecque, les dieux fleuves ou Potamoi (en grec ancien ποταμοί / potamoí) sont des divinités mineures personnifiant des cours d'eau.

## Étymologie
En grec ancien, ποταμός / potamós signifie « fleuve », « rivière ». Ποταμοί / Potamoí correspond au pluriel du nom. Le terme s'applique également pour décrire les dieux-fleuves, personnification de ces cours d'eau,.

## Mythologie
Les Potamoi sont les fils des Titans Océan et Téthys. Ils sont les frères des Océanides.
Dans la Théogonie, Hésiode relate qu'il existe 3 000 Potamoi et autant d'Océanides :

« Et, en effet, il y a trois mille filles rapides d'Okéanos dispersées sur la terre et dans les lacs profonds, et qui habitent de toutes parts, illustre race de Déesses. Et il y a autant de fleuves au cours retentissant, fils d'Okéanos, enfantés par la vénérable Téthys Et il serait difficile à un homme de dire tous leurs noms ; mais ceux qui habitent leurs bords les connaissent tous. »

— Hésiode, Théogonie (364-370)

## Catalogue
Si Hésiode mentionne 3 000 dieux fleuves, seuls les noms d'une petite partie sont attestés par les écrits grecs,, :
- Achéloos
- Achéron
- Acragas (fleuve)
- Almone
- Alphée
- Amnisos
- Amphrysus
- Anapos
- Anauros
- Anigros
- Apidanos
- Arar (qui est aussi le nom celte de la Saône)
- Araxes
- Ardescos
- Argolide
- Arno
- Asopos
- Astérion
- Axios
- Baphyras
- Borysthenes
- Brychon
- Caicinos
- Caicos
- Caÿstros
- Cébren
- Céphise
- Chrémétès
- Cladéos
- Clitumne
- Cocyte
- Cratais
- Crinisos
- Cydnos
- Cytheros
- Éas
- Égéos
- Élisson
- Énipée
- Érasinos
- Éridan
- Érymanthe
- Ésar
- Ésépe
- Euphrate
- Eurotas
- Événos
- Gange
- Granicos
- Haliacmon
- Halys
- Hébros
- Heptaporos
- Hermos
- Hydaspès
- Ilissós
- Imbrasos
- Inachos
- Indus
- Inopos
- Ismenos
- Istros, parfois écrit Ister
- Ladon
- Lamos
- Léthé
- Lycormas
- Méandre
- Mélas
- Mincios
- Nessos
- Nestos
- Nilos
- Numicius
- Nymphaeos
- Orontès
- Pactole
- Permesse
- Parthenios
- Pénée
- Phasis
- Phlégéthon
- Phyllis
- Pleistos
- Porpax
- Rhesos
- Rhin
- Rhodios
- Rhyndacos
- Sangarios
- Satnioïs
- Scamandre
- Simoïs
- Sperchiós
- Strymon
- Symaethos
- Tanaïs
- Termessos
- Thermodon
- Tibre
- Tigre
- Titaressos